# Deutsche Fechtmeisterschaften 1981
Bei den Deutschen Fechtmeisterschaften 1981 wurden Einzel- und Mannschaftswettbewerbe in den Disziplinen Herrendegen, Herrensäbel und Herrenflorett ausgetragen. Bei den Damen wurde nur Florett gefochten. Die Meisterschaften wurden vom Deutschen Fechter-Bund organisiert. 

## Herren

### Florett (Einzel)
| Platz | Sportler           | Verein                |
| ----- | ------------------ | --------------------- |
| 1     | Klaus Reichert     | OFC Bonn              |
| 2     | Frank Beck         | FC Tauberbischofsheim |
| 3     | Thomas Theuerkauff | OFC Bonn              |

### Florett (Mannschaft)
| Platz | Verein                | Sportler                                                           |
| ----- | --------------------- | ------------------------------------------------------------------ |
| 1     | FC Tauberbischofsheim | Harald Hein Mathias Gey Matthias Behr Frank Beck Joachim Schäffner |
| 2     | OFC Bonn              |                                                                    |
| 3     | TG Dörnigheim         | Detlef Diederichs Christoph Frohwein Thomas Weber                  |

### Degen (Einzel)
| Platz | Sportler          | Verein                |
| ----- | ----------------- | --------------------- |
| 1     | Elmar Borrmann    | FC Tauberbischofsheim |
| 2     | Stefan Hörger     | Heidenheimer SB       |
| 3     | Christian Adrians | FC Tauberbischofsheim |

### Degen (Mannschaft)
| Platz | Verein                | Sportler                                                                       |
| ----- | --------------------- | ------------------------------------------------------------------------------ |
| 1     | FC Tauberbischofsheim | Alexander Pusch Volker Fischer Elmar Borrmann Martin Heidenreich Rafael Nickel |
| 2     | Heidenheimer SB       |                                                                                |
| 3     | TG Dörnigheim         | Christoph Frohwein Detlef Diederichs                                           |

### Säbel (Einzel)
| Platz | Sportler       | Verein             |
| ----- | -------------- | ------------------ |
| 1     | Jürgen Nolte   | VfL Sankt Augustin |
| 2     | Jörg Stratmann | FSG Iserlohn       |
| 3     | Gerold Boch    | OFC Bonn           |

### Säbel (Mannschaft)
| Platz | Verein                | Sportler |
| ----- | --------------------- | -------- |
| 1     | OFC Bonn              |          |
| 2     | TSV Bayer Dormagen    |          |
| 3     | FC Tauberbischofsheim |          |

## Damen

### Florett (Einzel)
| Platz | Sportler         | Verein                |
| ----- | ---------------- | --------------------- |
| 1     | Ingrid Losert    | TS Freiburg           |
| 2     | Sabine Bischoff  | FC Tauberbischofsheim |
| 3     | Cornelia Hanisch | Fechtclub Offenbach   |

### Florett (Mannschaft)
| Platz | Verein                | Sportler                                                              |
| ----- | --------------------- | --------------------------------------------------------------------- |
| 1     | FC Tauberbischofsheim | Sabine Bischoff Gudrun Lotter Elke Schäffner Karin Faul Ulrike Barkow |
| 2     | OFC Bonn              |                                                                       |
| 3     | Heidenheimer SB       |                                                                       |